# Dunictis
Dunictis  is een geslacht van uitgestorven zoogdieren, dat voorkwam in het Mioceen.

## Leefwijze
Deze omnivoren hadden een zeer gevarieerd dieet van wormen, weekdieren, vissen, vogels, reptielen, aas, eieren en vruchten. Ze bewogen zich zowel voort in de bomen als op de grond.

## Taxonomie
Er worden vier soorten Dunictis herkend, de typesoort D. senutae, D. rangwai, D. mbitensis en D. namibiensis, allemaal uit het vroege Mioceen. Ze waren oorspronkelijk toegewezen aan het geslacht Leptoplesictis, maar nieuwe fossielen brachten Morales en Pickford (2021) ertoe om het nieuwe geslacht Dunictis voor deze taxa op te richten.